# ونتسنباخ
ونتسنباخ (به آلمانی: Wenzenbach) یک شهر در آلمان است که در بایرن واقع شده‌است.

## خصوصیات
ونتسنباخ ۲۹٫۸۵ کیلومترمربع مساحت دارد ۳۳۷-۴۷۵ متر بالاتر از سطح دریا واقع شده‌است.